# Gláucio Ary Dillon Soares
Gláucio Ary Dillon Soares (Rio de Janeiro, 24 de julho de 1934 - Rio de Janeiro, 14 de junho de 2021) foi um sociólogo e cientista político brasileiro.
Grande oficial da Ordem Nacional do Mérito Científico, Gláucio é professor e pesquisador do Instituto de Estudos Sociais e Políticos da Universidade do Estado do Rio de Janeiro.
Faleceu em razão de complicações relacionadas à COVID-19.

## Biografia
Gláucio nasceu na capital fluminense, em 1934. Filho de um contador do interior do estado do Rio de Janeiro e de uma professora, nascida em Belém. No início, a família passou bastante dificuldade, tendo morado com os sogros em momentos de extrema necessidade. Estudou no Liceu Francês, mas como falavam em outro idioma, Gláucio se sentia pouco à vontade. Depois, concluiu os estudos na escola pública Rodrigues Alves que depois mudou para José de Alencar, nas Laranjeiras. De lá, Gláucio foi para o Colégio Zaccaria, uma escola particular só para meninos, com professores padres e depois para o Colégio Andrews, na Praia de Botafogo, um colégio de elite, onde ele era o aluno mais pobre.
Seu pai queria que os filhos tivessem segurança na vida adulta e insistia que eles prestassem concursos para o Banco do Brasil ou fizessem faculdade. Gláucio começou a trabalhar durante o dia como revisor e à noite entrou no curso de direito da Universidade Candido Mendes, em 1953. Em 1956, ainda cursando direito, ele entrou no curso de Sociologia e Ciência Política da Pontifícia Universidade Católica do Rio de Janeiro. Entre 1958 e 1959, Gláucio fez mestrado em Direito pela Universidade Tulane, em Nova Orleans, com doutorado em sociologia pela Universidade Washington em St. Louis.
Sua carreira acadêmica inclui a docência e pesquisa em importantes instituições de ensino superior do Brasil e do exterior:  Universidade de Harvard, Faculdade Latino-Americana de Ciências Sociais (FLACSO), University of California at Berkeley, University of California at Los Angeles (UCLA), Cornell University, Massachusetts Institute of Technology (MIT), Universidade de Essex, Universidade da Flórida, Universidade Nacional Autónoma de México, Universidade de Brasília e Fundação Getúlio Vargas.
Atuou também em organismos internacionais como a Organização dos Estados Americanos (OEA) e na UNESCO. Foi eleito duas vezes presidente da Associação Brasileira de Ciência Política. Em 2004, conquistou uma cadeira como membro do Conselho Executivo da Associação Latino-Americana de Ciência Política. Foi eleito e re-eleito duas vezes Secretário Geral da  Associação Latino-Americana de Ciência Política.
Em 2002, recebeu do governo brasileiro a Ordem Nacional do Mérito Científico. Em 2014 recebeu o prêmio Honra ao Mérito da Associação Brasileira de Ciência Política.
Publicou treze livros, como autor, co-autor ou organizador. Seu livro, A democracia interrompida (2001) recebeu o Prêmio Sérgio Buarque de Holanda da Fundação Biblioteca Nacional. Participou de mais de 40 coletâneas e publicou mais de 150 artigos científicos em quinze países.
Atualmente, como pesquisador no Instituto de Estudos Sociais e Políticos da Universidade Estadual do Rio de Janeiro., Soares ministra aulas e desenvolve pesquisas sobre violência, concentrando-se em temas como "Homicídios no Brasil" e  "Mortes Violentas no Brasil". Também estuda o regime Militar 

## Livros publicados
- Por que cresce a violência no Brasil?, com SAPORI, L. F., Belo Horizonte, Editora PUCMINAS, 2014.
- A relevância da Ciência Política, com LAVAREDA, A. (org.), Rio de Janeiro, Editorial Revan, 2014.
- Não Matarás: desenvolvimento, desigualdade e homicídios. Rio de Janeiro: Editora da Fundação Getúlio Vargas, 2008.
- Reforma Política, com RENNO, L. R. (org.). Rio de Janeiro: FGV Editora, 2006.
- As Vítimas Ocultas da Violência no Rio de Janeiro, com MIRANDA, D. ; BORGES, D..  Rio de Janeiro: Editora Civilização Brasileira e CESeC, 2006.
- A democracia interrompida. Rio de Janeiro: Editora da Fundação Getúlio Vargas, 2001.
- A Volta aos Quartéis, com D'ARAÚJO, M. C. S. ; CASTRO, C. Rio de Janeiro: Relume Dumará, 1995.
- 21 Anos de Autoritarismo. com  D'ARAÚJO, M. C. S. (org.) . Rio de Janeiro: Editora da FGV, 1994.
- Visões do Golpe: 1964, com  D'ARAÚJO, M. C. S. ; CASTRO, C.  Rio de Janeiro: Relume Dumará, 1994.
- A Repressão: Os Anos de Chumbo, com D'ARAÚJO, M. C. S. ; CASTRO, C. .  Rio de Janeiro: Relume Dumará, 1994.
- Colégio Eleitoral, Convenções Partidárias e Eleições Diretas. Petrópolis: Editora Vozes, 1984.
- A Questão Agrária na América Latina. Rio de Janeiro: Editora Zahar, 1976.
- Sociedade e Política no Brasil. São Paulo: Difusão Européia do Livro, 1973.